# Égloga de Juan de Tovar
La Égloga de Juan de Tovar es un extenso poema de tema pastoril del Siglo de Oro atribuido a Juan de Tovar. El poema fue redescubierto por los especialistas José J. Labrador, C. Ángel Zorita y Ralph A. DiFranco, que lo publicaron en 1985 en la revista El Crotalón. Es el primer texto español en el que la homosexualidad no es presentada de forma negativa.

## Antecedentes y composición
La tradición de la égloga homoerótica se puede retrotraer a la Segunda Égloga o Égloga de Coridón de Virgilio. El tema pastoril fue retomado por el escritor renacentista Jacobo Sannazaro en su Arcadia, publicada en 1504, aunque naturalmente en su variante heterosexual. En España, es de señalar la Primera égloga de Garcilaso de la Vega, cuya «Canción de Salicio» tiene un cierto homoerotismo subyacente.
La égloga fue escrita a mediados del siglo XVI, no después de 1571. Es muy extensa, de unos 1351 versos, faltando un folio manuscrito. Está incluido en el manuscrito 617 de la Biblioteca Real de Madrid.

## El autor
Se atribuye el texto a un tal Juan de Tovar, pero se conocen dos y no es seguro cuál de ellos sería el autor. Posiblemente el mismo Juan Tovar que ganó el tercer premio de la justa hispalense de alabanza a San Luis de otoño de 1556, el primer premio en la justa de alabanza a Santa María Egipcíaca de 1557 y posiblemente también el mismo Juan Luis Tovar que ganó el primer premio con un epigrama dedicado a San Alejo.
Es bastante probable que el  Juan de Tovar en cuestión sea el primo de Antonio Pérez, en cuyo proceso por sodomía declaró como testigo. Los especialistas José J. Labrador, C. Ángel Zorita y Ralph A. DiFranco van más allá y sugieren que el autor podría haber sido el mismo Antonio Pérez.

## Argumento
La primera parte de la égloga es un diálogo entre los pastores Tormesio y Pirenio. El alegre y radiante Pirenio pide una canción al triste Tormesio, que no puede expresar la razón de su dolor, aunque llega a entender que es una cuestión de amor. La melancolía de Tormesio acaba por contagiar a Pirenio. Al final, Tormesio no soporta la tristeza y muere.
La segunda parte es un lamento de Pirenio por la muerte de Tormesio, en la que se entrevén intensos sentimientos homoeróticos.
En la tercera parte aparece el pastor Zeranio, supuestamente heterosexual, al que Pirenio le cuenta sus penas. Antes de separarse, ambos se citan para el día siguiente.

## Análisis
Para Alberto Mira, el poema trata los sentimientos homosexuales desde el silenciamiento. La persecución de la sodomía durante el Renacimiento explica la discreción con la que se trata el tema y la prudencia de los personajes. Este silencio contradice una segunda posible explicación al tratamiento de la homosexualidad en un poema del siglo XVI, que sería la de la convención literaria.
Ninguno de los tres pastores puede calificarse de homosexual, pero existen elementos sugerentes muy fuertes, como el «no atreverse a decir el nombre del amor» por parte de Tormesio, la ambigua relación entre Zeranio y Pirenio. Como afirma Mira,

Una sensación de extrañeza parece rodear estas relaciones, como si los personajes no acertasen a comprender del todo  pero percibiesen un elemento discordante. Las relaciones no están fijadas ni etiquetadas, y sin embargo el deseo es innegable. Todo un locus amoenus.
Alberto Mira